# Kavain
Kavain là chính kavalactone tìm thấy chủ yếu trong rễ của kava thực vật.

## Dược lý
Kavain có đặc tính chống co giật, làm giảm co thắt cơ trơn mạch máu thông qua tương tác với các kênh Na+ và Ca2 + phụ thuộc vào điện áp. Làm thế nào hiệu ứng này được trung gian và mức độ mà cơ chế này có liên quan đến tác dụng giải lo âu và giảm đau của kavalactones trên hệ thống thần kinh trung ương chưa được biết. Các hoạt động dược lý của Kavain chưa được nghiên cứu đầy đủ và tác dụng của nó như là một chất ức chế tái hấp thu serotonin cũng như ức chế hấp thu monoamin (norepinephrine) và kích hoạt thụ thể NMDA đã được xác nhận.
Cơ chế đằng sau các hành động hướng tâm thần, an thần và giải lo âu của kavain và kavalactones liên quan vẫn còn được tranh luận. Trực tiếp liên kết với các benzodiazepine/flumazenil vị trí gắn của GABA-A thụ thể không xảy ra với kavain enantiomers. Nhiều nghiên cứu liên quan đến chiết xuất kava từ các bộ phận thực vật khác nhau và do đó không thể áp dụng cho chính kavain. Trong năm 2016, kavain đã được chứng minh là liên kết tại thụ thể GABAA của α4β2δ và tăng hiệu quả của GABA.
Một đánh giá so sánh các nghiên cứu in-vivo với kavain (và kavaccorones có liên quan) với các thuốc chống động kinh và thuốc ổn định tâm trạng thường được sử dụng ảnh hưởng đến các dòng ion cho thấy kavaccorones yếu đối kháng Na + và do đó chống động kinh. Họ cũng đã phát âm các đặc tính đối kháng kênh L-type Ca2+ và hoạt động như một bộ điều biến dương của dòng ra ngoài K + sớm, góp phần vào các đặc tính ổn định tâm trạng tương tự như lamotrigine.
Kavain và các chất tương tự vẫn rất thú vị khi phát hiện ra thuốc chống lại nhiều loại mục tiêu tế bào, bao gồm P-glycoprotein (PGp), cytochrom P450 và enzyme cyclo-oxyase (COX), trong số những loại khác.